# Контракт (мультфильм)
«Контракт» — советский рисованный мультфильм, который снял в 1985 году режиссёр Владимир Тарасов по мотивам одноимённого фантастического рассказа Роберта Силверберга «Company Store».

## Сюжет
На необитаемую планету прибывает колонист, на которого тотчас нападают различные монстры. В самый критический момент колонист пользуется защитным силовым полем, предложенным внезапно появившимся торговым роботом QBF-41. Выясняется, что монстры являются торговой уловкой робота и колонист в ярости прогоняет его.
Развернув имеющийся при нём массопередатчик (устройство, передающее «всё необходимое для жизни — бесплатно»), полученный от законтрактовавшей его фирмы, колонист заказывает себе лезвия и крем для бритья. Без лишних слов представитель фирмы оформляет заказ. Между тем вернувшийся QBF-41 предлагает образец тюбика крема для удаления волос бесплатно. Опробовав товар, довольный колонист приобретает один тюбик.
Тем временем массопередатчик доставляет заказанные принадлежности. Вместе с бритвами колонист обнаруживает счёт, в котором огромную часть стоимости составляет пересылка. Возмущённый этим, колонист говорит представителю, что по контракту компания обязана предоставлять всё необходимое бесплатно, на что тот отвечает, что контракт распространяется на «все необходимое для жизни», но бритвы — это «предмет роскоши», которые компания не будет поставлять бесплатно. Колонист отказывается от заказа и требует оплатить счёт за товар от торгового робота, но оказывается, что по контракту он не имеет права пользоваться услугами конкурирующей фирмы. Видя безвыходное положение колониста, робот предлагает тюбик бесплатно, но при этом получает предупреждение от своей фирмы «за нарушение условий купли-продажи». Оба при этом получают одинаковые предупреждения за сотрудничество с представителями конкурирующих компаний. В результате вооружённого конфликта между фирмами колонист лишается массопередатчика, а робот отключается от питания.
Наступает снежная зима и холод. Колонист подсоединяет блок аварийного энергопитания к отключённому роботу, и они вместе остаются греться на поверхности заснеженной планеты.

## Создатели
- Автор сценария: Виктор Славкин
- кинорежиссёр: Владимир Тарасов
- Художник-постановщик: Николай Кошкин
- кинооператор: Кабул Расулов
- Звукооператор: Владимир Кутузов
- Художники-мультипликаторы:
- Александр Мазаев,
- Тенно-Пент Соостер,
- Алексей Букин,
- Юрий Кулаков,
- Юрий Кузюрин
- Роли озвучивали:
  - Александр Кайдановский — колонист,
  - Евгений Стеблов — торговый робот QBF-41,
  - Борис Иванов — представитель фирмы,
  - Василий Ливанов — голосовое предупреждение фирмы
- Художники: Ирина Собянина, Светлана Давыдова
- Ассистент режиссёра: Татьяна Митителло
- Монтажёр: Маргарита Михеева
- Редактор: Елена Никиткина
- Директор съёмочной группы: Любовь Бутырина

## Производство
Сюжет мультфильма в целом следует рассказу, расходясь, однако в концовке — согласно рассказу, освободившийся от условия контракта колонист и робот заключают взаимовыгодное партнёрство.
В мультфильме использовалась запись песни «Air Mail Special» (музыка — Бенни Гудмен и Чарльз Крисчен, слова — Джимми Манди) из альбома Ella Fitzgerald and Billie Holiday at Newport 1957 года в исполнении Эллы Фицджеральд.